# Mesosa nigrohumeralis
Mesosa nigrohumeralis är en skalbaggsart som beskrevs av Stefan von Breuning 1938. Mesosa nigrohumeralis ingår i släktet Mesosa och familjen långhorningar. Inga underarter finns listade i Catalogue of Life.